# Hawker-Siddeley Harrier
Hawker-Siddeley Harrier é um caça de ataque ao solo e reconhecimento, com capacidade para pouso e decolagem vertical (V/STOL). O Harrier foi uma das primeiras aeronaves a ter esse sistema, que na época era uma nova tecnologia em desenvolvimento.
O Harrier era normalmente usado como um avião de ataque ao solo, embora a sua manobrabilidade também o permitisse que ele se envolver efetivamente em combates contra outras aeronaves a distâncias curtas. O Harrier é alimentado por um único turbofan Pegasus montado na fuselagem. Vários bicos de reação pequenos também estão equipados, no nariz, cauda e nas pontas das asas, com a finalidade de equilibrar a aeronave durante o voo vertical. 
O Harrier provou seu valor na guerra das Malvinas, onde enfrentou e derrotou caças muito mais rápidos da família Dassault Mirage III, da Força Aérea Argentina.

## Operadores militares
- Tailândia
- Índia
- Espanha
- Reino Unido
- Estados Unidos